# Чесапикско-Делавэрский канал
Чесапи́кско-Делавэ́рский кана́л (англ. Chesapeake and Delaware Canal) — судоходный канал в США, соединяющий верховье Чесапикского залива с устьем реки Делавэр. Проходит по территории штатов Мэриленд и Делавэр.

## Описание
Длина канала — 22 км (14 миль). Канал пересекает узкий северный перешеек полуострова Делмарва длиной 290 км (180 миль), тем самым обеспечивая короткие северные и европейские маршруты из Атлантического океана в Балтимор, штат Мэриленд. Завершённый в 1829 году, частный канал работал со шлюзами до 1919 года, когда правительство Соединённых Штатов выкупило его и превратило в бесплатный приливной водный путь глубиной 8 метров (27 футов). В период с 1962 по 1981 год водный путь был углублен до 11 метров (35 футов) и расширен до 137 метров (450 футов) для приёма контейнеровозов.
Канал является достопримечательностью и культурной границей штата Делавэр, считается разделительной полосой между урбанизированной северной частью штата и сельской южной частью, известной среди местных жителей как «Нижний Делавэр», и обозначает неофициальную северную границу полуострова Делмарва.